# Saanenziege

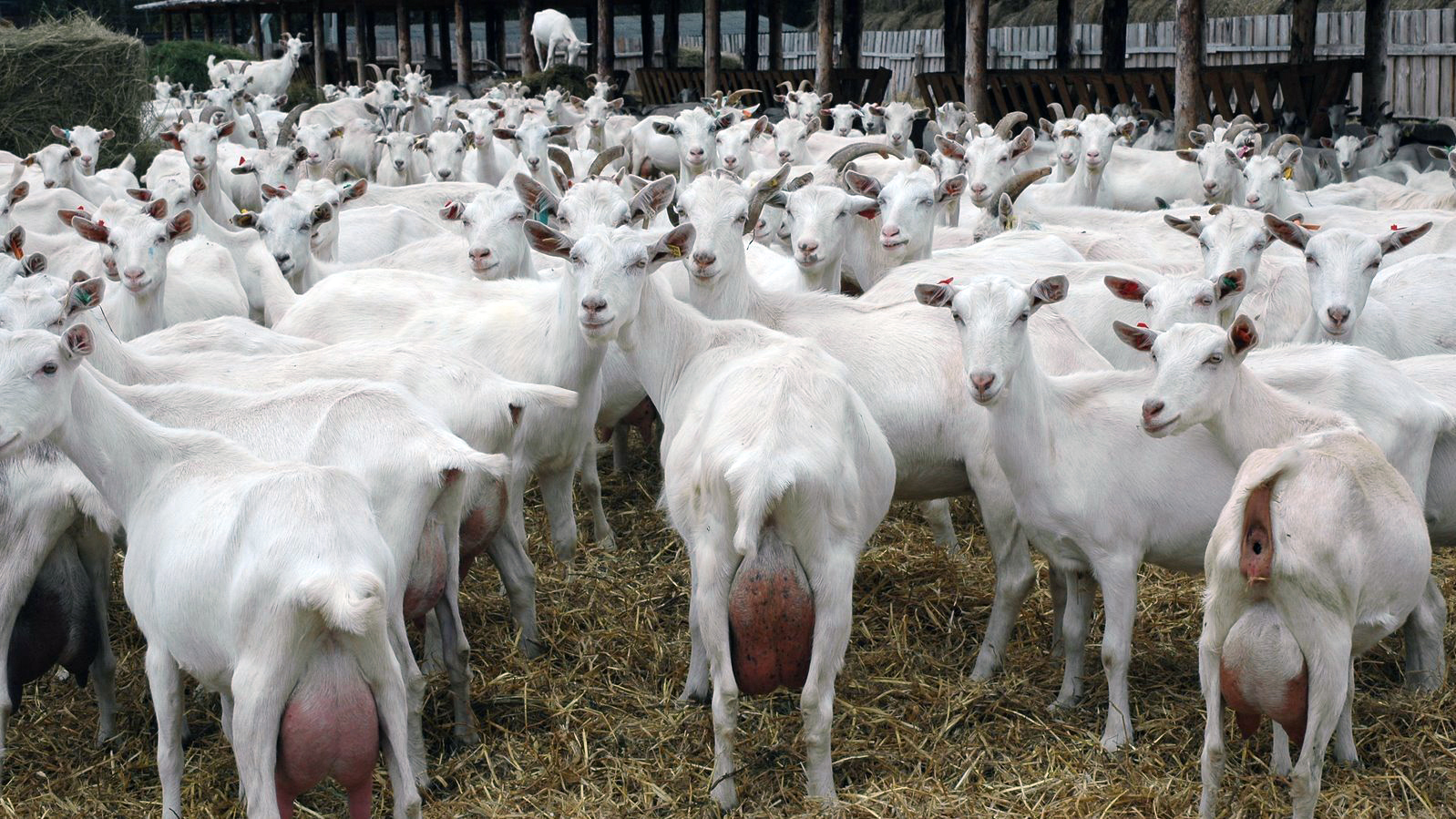
Eine Herde Saaneziegen in einem polnischen Großbetrieb

Die Saanenziege (Schweizerdeutsch: Saanegeiss) ist eine große, meist ungehörnte Ziege mit weißem, kurzen Fell, die ursprünglich aus Saanen im Berner Oberland stammt. Heute ist sie überall in der Schweiz sowie in vielen europäischen, amerikanischen und asiatischen Staaten verbreitet. Aufgrund ihrer herausragenden Milchleistung wurde sie weltweit in viele Landrassen eingekreuzt. Deshalb gilt sie als Stammrasse praktisch aller heutigen Hochleistungsmilchziegen und als „erfolgreichste Ziegenrasse der Welt“.

## Traditionelle Haltung und Bedeutung
Die Schweiz ist heute eine der wohlhabendsten Nationen der Erde. Bis zur Wende vom 19. zum 20. Jahrhundert jedoch lebte ein nicht unerheblicher Teil der Schweizer, namentlich die landlose Bevölkerung, in ärmlichen, äußerst prekären Verhältnissen: Ohne eigenes Vieh und Land suchten sie ihr Auskommen als Tagelöhner und verdingten sich bspw. als Heuersleute bei Großbauern. Damit waren sie von der schwankenden Nachfrage nach Arbeitskräften sowie von der Willkür ihrer Arbeitgeber abhängig. Auch das in Subsistenzwirtschaft in Gemeinschaftsgärten gezogene Gemüse war aufgrund der geographischen Lage stets davon bedroht, durch extreme Witterungsbedingungen (etwa heftigen Wintereinbrüchen bereits Ende August) vernichtet zu werden. Die Haltung einer Kuh war in Ermangelung ausreichender Weidefläche meist nicht möglich. Somit war Ziegenmilch die wichtigste und verlässlichste Ernährungsgrundlage der landlosen Bevölkerung der Schweiz. Dies bezeugen zahlreiche historische Gesetze, die die Ziegen armer Familien weitgehend unter Schutz stellen, da sonst bei schlechter Witterung schnell Hungersnöte durchs Land zogen: Das Recht auf freien Weidegang erlaubte jedem Ziegenbesitzer, seine Ziegen auf Allmendeflächen außerhalb der Dörfer unbeaufsichtigt selbstständig nach Futter suchen zu lassen. Damit wurde in Kauf genommen, dass die umherstreunenden Ziegen durch Verbiss bisweilen gravierende Schänden in der Forst- und Landwirtschaft anrichteten und darüber hinaus für viel Konfliktpotential sorgten. Die Ziegenhabe bis zu drei Tieren war von der Steuer befreit und bei einer Pfändung durften diese nicht beschlagnahmt werden.
Die Saaneziege war eine Ziegenrasse, die typischerweise als Heimgeiß (oder als „Kuh des armen Mannes“) gehalten wurde. Es ist anzunehmen, dass die Rasse sich früh, möglicherweise bereits im 18. Jahrhundert in der gesamten Schweiz ausbreitete.
Die Ziegen weideten im freien Weidegang, sie wurden daher morgens nach dem Melken aus dem Verschlag getrieben und suchten tagsüber selbstständig ihr Futter. Abends wurden sie wieder eingefangen und zur Behausung zurückgetrieben (sofern sie dies nicht gewohnheitsmäßig selbstständig taten). Oft war dies eine Aufgabe, mit der die Kinder der Familie betraut waren. Dort wurden sie abermals gemolken und verbrachten die Nacht über bei ihren Besitzern in einem Stall, einem Verschlag oder nicht selten in denselben Räumlichkeiten, in denen auch die Familie nächtigte.
Die Eigenschaften der Saaneziege, die sie später zu einer begehrten und erfolgreichen Zuchtziege machten, entstanden als züchterische Anpassung an die Anforderungen, die die Haltungsform als Heimgeiß an die Ziegen stellte:

### Weiße Farbe
Durch die helle Farbe hebt sich die Ziege stärker von ihrer Umgebung ab, wodurch sie auf Entfernung leichter auszumachen ist, was das allabendliche Auffinden erheblich erleichterte.

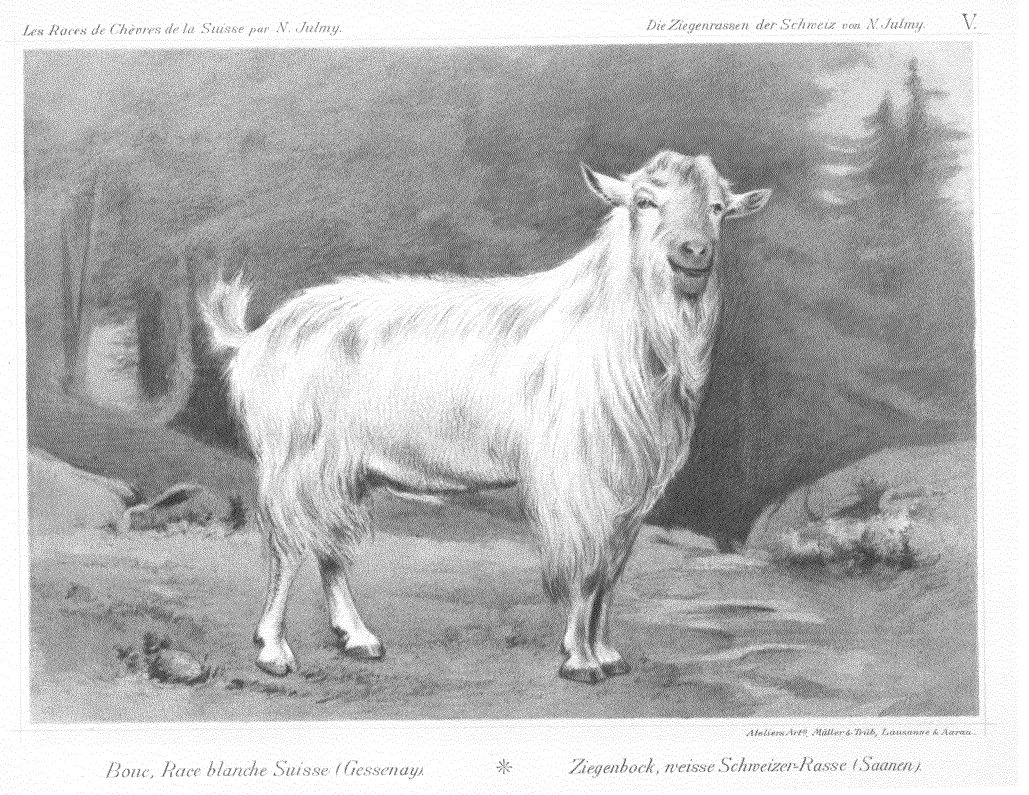
Ein hornloser Saanebock aus dem Jahre 1896

### Hornlosigkeit
Hornlose Tiere sind friedlicher untereinander und benötigen weniger Platz. Auch der Umgang der Menschen (oft Kindern) mit den Ziegen ist unproblematischer. Darüber hinaus geben hornlose Ziegen mehr Milch. Deshalb wurde bereits sehr früh auf genetische Hornlosigkeit gezüchtet: Gemälde zeigen, dass in der Schweiz bereits im 18. Jhd. hornlose weiße Ziegen gehalten wurden, deren Fellkleid allerdings noch wesentlich länger war, als das der heutigen Saaneziegen.

### Hohe Milchleistung
War das wichtigste Kriterium bei der Züchtung, da Platz und Futter nur selten für mehr als eine oder zwei Ziegen ausreichten. Der Zuchterfolg, der bei den Saaneziegen erzielt wurde, ist sehr beachtlich: Sie gibt im Schnitt etwa fünfmal so viel Milch wie die Ziegen, die in großer Anzahl im subtropischen Klimazonen gehalten werden und deren Milch bis heute die wichtigste Ernährungsgrundlage für mehrere hundert Millionen Menschen ist.

### Geringer Bewegungstrieb
Bei den Heimgeißen, die jeden Abend aufs neue gesucht und zum Verschlag zurückgetrieben werden mussten, war ein allzu stark ausgeprägter Bewegungstrieb unerwünscht. Ziegen, die sehr umtriebig waren, landeten vermutlich im Kochtopf oder wurden zumindest von der Zucht ausgeschlossen. Diese Eigenschaft ist konträr zu der vieler Schweizer Gebirgsziegenrassen, die gezielt auf Marschtüchtigkeit gezüchtet wurden.

### Kurzes Fell
Erleichtert die Pflege und erhöht die Sauberkeit im Stall.

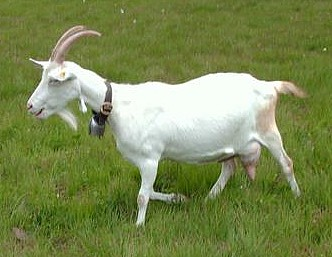
Ein kleiner gehörnter Schlag der Saanenziege auf der Engstligenalp

## Körperliche Merkmale
Die Saaneziege ist eine große Ziege mit einem Widerrist von 74–85 cm (Böcke: 80–95 cm) und einem Mindestgewicht von 50 kg (Böcke: 75 kg).
Das Fell der Saaneziege soll kurzhaarig, glattanliegend und reinweiß sein.
Kleine Pigmentflecken auf der Haut sind erlaubt und besonders auf dem Euter häufig.
Erst vor einigen Jahrzehnten wurde entdeckt, dass die bei vielen genetisch hornlos gezüchteten Ziegenrassen, so auch bei der Saaneziege, häufig auftretenden Geschlechtsanomalien (Zwitterbildung, Unfruchtbarkeit, Samenstau) im direkten genetischen Zusammenhang mit der Hornlosigkeit stehen, denn bei gehörnten Ziegenrassen sind diese Probleme praktisch unbekannt. Deshalb werden nun auch gehörnte (bzw. enthornte) Ziegen zur Zucht zugelassen.

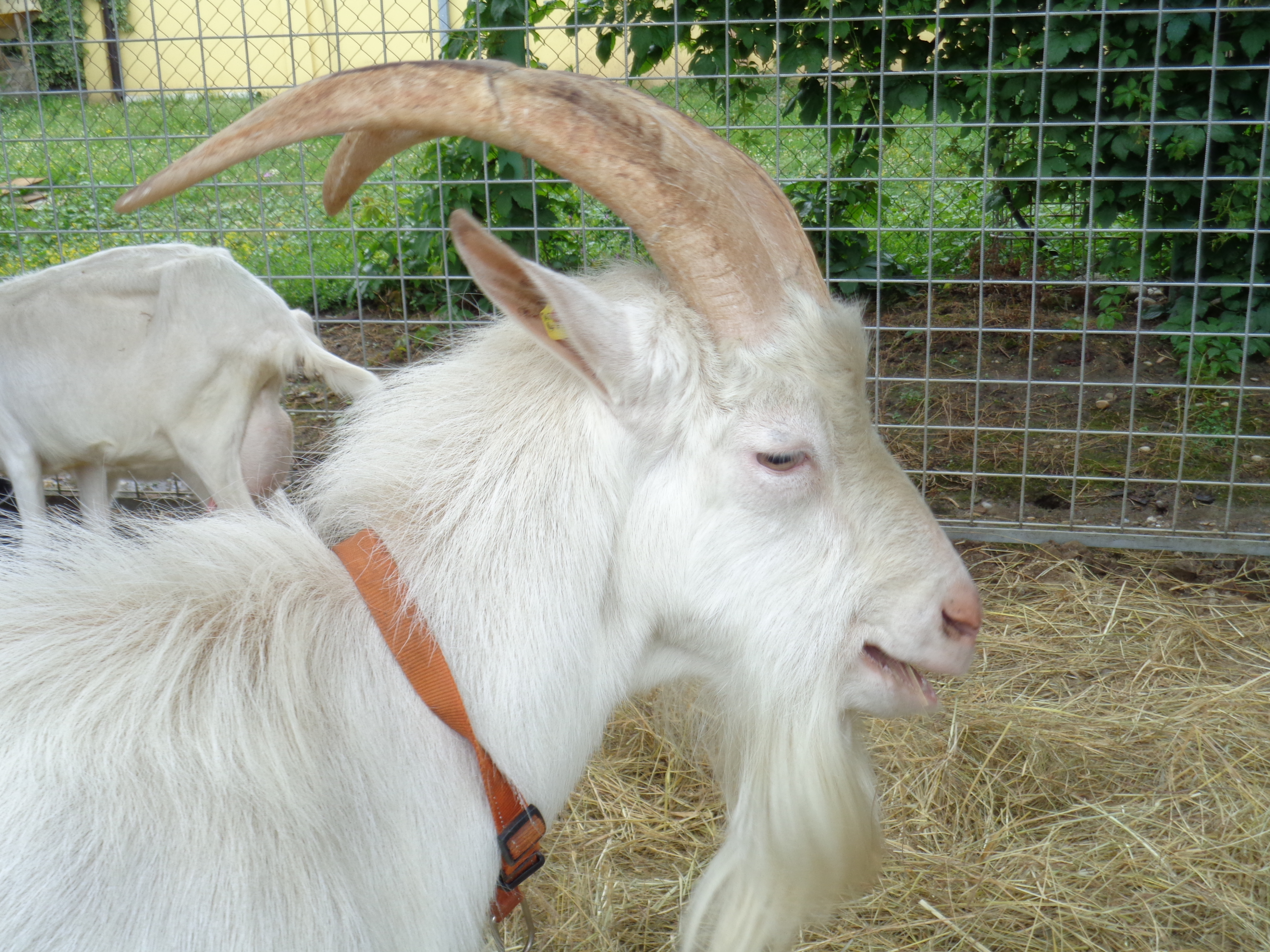
Kopf eines Saanebocks

Neben dem Haupttyp der Saaneziege gibt es in der Schweiz einige lokale Schläge: Meist sind diese kleiner, oft gehörnt und mit längeren Fell (nicht zu verwechseln mit der Appenzeller Ziege) und besitzen eine bessere Anpassung an die Haltung im Gebirge auf Kosten einer geringeren Milchleistung.

## Wesen
Die Saaneziege ist von ruhigen, stoischen Gemüt. Sie ist gegenüber Menschen und Artgenossen kontaktfreudig, aber äußerst friedfertig und überlässt in gemischtrassigen Herden trotz ihrer Körpergröße bereitwillig anderen, agileren Ziegen die Leitpositionen.
Auf Ziegenalpen, auf denen Ziegen mehrerer Rassen von verschiedenen Bauern gesömmert werden, haben die Vertreter der Saanenrasse oft Mühe bzw. ein geringes Interesse, mit den anderen Ziegen mitzuhalten. Ihr Herdentrieb ist eher schwach ausgeprägt, manche Individuen sind regelrechte Einzelgänger.
Ihr Bewegungsdrang mag in Vergleich gegenüber anderer (Gebirgs-)Ziegenrassen gering sein, ist aber dennoch so groß, dass ganzjährige Stallhaltung, besonders in Anbindehaltung heutzutage als nicht artgerecht gilt.

## Leistung
Saaneziegen geben in der Schweiz bei landestypischer Fütterung mit hohem Raufutteranteil pro Laktationsperiode durchschnittlich 856,1 kg Milch bei im Schnitt 271,4 Melktage, was 3,15 kg pro Melktag entspricht. Unter den Schweizer Ziegenrassen ist das ein Spitzenwert, 102 kg oder 12 % höher als der der Gemsfarbigen. Solche Vergleiche besitzen aber nur beschränkte Aussagekraft, da für die Milchproduktion neben der Rasse die Art der Haltung eine wichtige Rolle spielt und Saaneziege häufiger intensiv gehalten werden als andere Rassen.
Die British Saanen, eine Ziegenrasse, die aus einer Kreuzung der Saaneziege mit englischen Landrassen hervorging, bringt bei britischer Fütterung durchschnittlich 1261 kg bei 3,68 % Fett und 2,8 % Milcheiweiß, was sie zu einer der ergiebigsten Rassen weltweit macht.
Spitzentiere der Saanerasse geben über 3000 kg Milch pro Laktation. Diese Exemplare sind nicht nur die besten Ziegen, sondern auch die effektivsten Milchnutztiere überhaupt, sowohl, wenn man ihr Körpergewicht als auch, wenn man die aufgenommene Futtermenge in Relation zur erbrachten Milchleistung setzt. (Aus ökonomischer Sicht (Arbeitsaufwand, Haltungskosten) ist jedoch Kuhmilch etwa ums doppelte profitabler.)
Solche Höchstleistungen werden durch einen im Verhältnis zur Körpergröße sehr großem Pansen ermöglicht, der die Voraussetzung zu einem hohen Energieumsatz schafft, sowie durch einen Stoffwechsel, der einen großen Teil der aufgenommenen Energie für die Milchproduktionen verwendet.
Damit verbleiben dem Organismus der Hochleistungsziegen allerdings nur wenig Reserven, um auf körperliche Belastung, widrige Witterungsverhältnisse oder Krankheiten erfolgreich reagieren zu können. Deshalb fallen Saaneziegen harten Umweltbedingungen, (wie sie etwa auf Hochalpen vorherrschen, im Tal auch die nasskalten, in der Schweiz als „Geißenmörder“ bezeichneten Frühlingswinde), ausgesetzt, überdurchschnittlich häufig Krankheiten, Fehlgeburten oder gar dem Tod zum Opfer. Dies ist der Grund, weshalb sie bei den Schweizer Gebirgsbauern, die stolz auf ihre lokalen, robusten und marschtüchtigen Gebirgsziegen sind, keinen guten Ruf genießen. „Las chavras albas sun fallatschusas“ heißt es etwa im Engadin, „Die weißen Ziegen sind mißraten“ (im Sinne von wenig widerstandsfähig).

## Bestand
Im Zuge der allgemeinen Verbesserung der Lebensstandards, der Einführung der Schulpflicht, die die Kinder als Arbeitskraft für die Ziegenhaltung abzog und der Industrialisierung der Landwirtschaft nahm in Europa der Bestand an Ziegen seit den 1950er Jahren stark ab, da Ziegenhaltung zwar kostenarm, aber auch sehr arbeitsaufwändig ist.
Von diesem Rückgang war die Saaneziege weniger stark betroffen als andere Schweizer Ziegenrassen, die an den Rand des Aussterbens gerieten, da ihre Eigenschaften, besonders die hohe Milchleistung und der relativ gering ausgeprägte Bewegungstrieb sie zur intensiven Haltung in industrialisierten Großbetrieben prädestiniert. Lange Zeit war sie die mit Abstand häufigste Rasse.
Seit den 1990er Jahren nimmt in der Schweiz der Bestand an Ziegen wieder zu, nicht zuletzt weil man ihren Nutzen bei der Landschafts- und Weidepflege erkannte. Der Bestand an Saaneziege steigt seit dieser Zeit weniger stark, da sich immer mehr Züchter für robustere Ziegenrassen mit besserer Eignung zur extensiven Haltung entscheiden, allen voran die Gemsfarbige Gebirgsziege.
Trotzdem bleibt die Saanerasse die zweithäufigste in der Schweiz und gilt selbstverständlich als nicht gefährdet.
Die Saaneziege wurde weltweit exportiert und in viele lokale Ziegenrassen eingekreuzt und konnte durch ihre Anlage zu sehr hoher Milchleistung sicherlich ihren Teil dazu betragen, Ziegenzucht insgesamt lukrativer zu machen und begründete maßgeblich den hervorragenden Ruf, den die Schweizer Zuchtziegen international genießen.
Sie ist z. B. in Großbritannien, Südafrika, Tschechien, USA, Israel, Frankreich, Mexiko, China und Australien eine anerkannte Zuchtziege und stellt dort einen nennenswerten Anteil des nationalen Ziegenbestandes.
Meist behielt sie ihren Namen auch im Ausland bei, nur in Deutschland wurden 1937 die Nachkommen importierter Saaneziegen kurzerhand in „Weiße Deutsche Edelziege“ umbenannt.
Auch die Bestände von Ziegenzuchtbetrieben, die nicht rasserein züchten, sondern nach Leistung selektieren sind häufig stark vom Genmaterial der Saaneziegen beeinflusst.
Wenig sinnvoll bis kontraproduktiv ist jedoch das Einkreuzen von europäischen Hochleistungsmilchziegen in Rassen, die extensiv in Gebieten großer Hitze und Trockenheit gehalten werden. Die Milchleistung kann nur unwesentlich gesteigert werden und die genetisch bedingte Anpassung der dortigen Ziege an Hitze und Dürre kann verloren gehen.
Gall berichtet von Entwicklungshelfern, die versuchten, die Versorgung mit Ziegenmilch der Bevölkerung in tropischen Ländern durch Einkreuzen von Saaneböcken zu verbessern. Die Ergebnisse wurden im Nachhinein als desaströs bezeichnet. Zwar konnte eine gewisse Steigerung der Milchmenge verzeichnet werden (die aber weit hinter den Erwartungen zurückblieb), dieser Vorteil wurde jedoch dadurch, dass die Nachkommen der Saaneböcke, wie sich bald herausstellte, dortzulande nur eine geringe Lebenserwartung besaßen ins Gegenteil gekehrt.
Siehe auch: Ziegenmilch